# Louis Pilot
Louis Pilot (* 11. November 1940 in Esch an der Alzette; † 16. April 2016 in Niederanven) war ein luxemburgischer Fußballspieler und -trainer. Der Stürmer gilt als einer der bedeutendsten bisherigen luxemburgischen Fußballspieler.

## Spielerkarriere
Als 19-Jähriger wechselte Pilot von seinem Heimatverein CS Fola Esch/Alzette nach Belgien zu Standard Lüttich. Mit Standard gewann er vier Mal die belgische Meisterschaft und zwei Mal den nationalen Pokal. Als das Team 1962 im Halbfinale des Europapokals der Landesmeister gegen Real Madrid scheiterte, gehörte Pilot noch nicht der Stammformation an. Als das Team vom Stade de Sclessin aber im Europapokal der Pokalsieger 1966/67 erneut in ein Halbfinale einziehen konnte, gehörte er schon längst dem festen Kreis der Stammspieler im Team von Trainer Milorad Pavić an. Der FC Bayern München setzte sich im April 1967 mit zwei Siegen gegen Standard durch. Im Jahr danach ragten die drei Spiele im Europapokal der Pokalsieger 1967/68 gegen den AC Mailand heraus. Erst im Entscheidungsspiel setzte sich das Team um Karl-Heinz Schnellinger und Gianni Rivera durch. Auch in den Spielen im Europapokal der Landesmeister 1969/70 gegen Real Madrid (1:0; 3:2) und Leeds United (0:1; 0:1) war Pilot im Mittelfeld für Lüttich aktiv. In seiner letzten Runde zeigte er mit Standard Lüttich in den Spielen im Viertelfinale im Europapokal der Landesmeister 1971/72 nochmals eine beachtliche Leistung in den Begegnungen gegen Inter Mailand (0:1; 2:1).
Herausragende Mitspieler waren an seiner Seite Könner wie Roger Claessen, Léon Semmeling, Jean Nicolay, Léon Jeck, Wilfried van Moer und Erwin Kostedde.
Nachdem er Standard 1970 verlassen hatte, spielte er in den folgenden Jahren für Royal Antwerpen und Racing Jet, ehe er 1978 seine Spielerlaufbahn beendete.
Für die luxemburgische Nationalmannschaft bestritt Pilot zwischen 1959 und 1971 insgesamt 49 Länderspiele, in denen er sieben Tore schoss. Er war Teil der „großen“ Luxemburger Mannschaft, die das Viertelfinale der Europameisterschaft 1964 erreichte und dort erst in einem Entscheidungsspiel an Dänemark scheiterte. Im Achtelfinale hatte man das Rückspiel am 30. Oktober 1963 in Rotterdam mit 2:1 vor 42.000 Zuschauern gegen die Niederlande gewonnen. Im Viertelfinale trotzte man Dänemark zuerst im Heimspiel am 4. Dezember 1963 ein 3:3-Remis ab, ehe eine Woche später in Kopenhagen ein 2:2 vor 39.400 Zuschauern folgte. Das Entscheidungsspiel entschied der dänische Torjäger Ole Madsen mit einem Treffer zum 1:0-Erfolg der Dänen. Pilot debütierte an seinem 19. Geburtstag in der Nationalmannschaft und beendete nach 17 Jahren und 6 Monaten am 26. Mai 1977 seine Länderspielkarriere.
Er war in den Jahren 1966, 1970, 1971 und 1972 Fußballer des Jahres in Luxemburg.

## Weitere Karriere
Von 1978 bis 1984 trainierte Pilot das luxemburgische Nationalteam. Im Anschluss übernahm er „seinen“ Verein, Standard Lüttich, den er aber nur ein Jahr trainierte. Daraufhin coachte er nur noch die luxemburgischen Erstligisten Etzella Ettelbrück und Avenir Beggen, bevor er sich vom Fußball zurückzog.
2004 wurde er zum 50-jährigen Jubiläum der UEFA zum „Golden Player“ Luxemburgs, zum bedeutendsten luxemburgischen Spieler der letzten 50 Jahre, gewählt.

## Erfolge
- Luxemburgischer Sportler der Jahre 1968 und 1969
- Belgischer Meister 1963, 1969, 1970, 1971 (immer mit Standard Lüttich)
- Belgischer Pokalsieger 1966, 1967 (immer mit Standard Lüttich)